# Oscilação Quase-Bienal
Se trata de uma ciclo nos campos do vento zonal e temperatura da estratosfera tropical, a cada 26 meses (aproximadamente) os ventos mudam de direção soprando ora para leste e ora à oeste.

## História
Em 27/08/1883, o vulcão Krakatoa (6°S/135°E) na Indonésia entrou em erupção. A explosão destruiu a montanha, e a fumaça da erupção alcançou a estratosfera e subsequentemente foi carregada ao longo do equador, em torno do globo em 13 dias na direção oeste. A partir da direção que a nuvem foi carregada naquele episódio, descobriu-se que um vento leste soprava na estratosfera acima do equador. Esse vento ficou conhecido como Krakatoa de Leste. Porém, 25 anos depois em 1908, quando Berson fazia sondagens com balão próximo ao Lago Victoria no continente africano, o vento na estratosfera acima do equador era de oeste. Esse foi denominado de Berson Oeste. Essas duas observações contraditórias permaneceram um mistério por mais de 50 anos, somente em 1961 foi solucionado. Krakatoa de Leste e Berson Oeste estavam corretos o que acontecia era que existia um ciclo de aproximadamente 26 meses que mudava os ventos de direção.

## Possíveis influências[1][2][3][4][5]
A fase da OQB afeta atividade dos furacões da seguinte forma:
- No Atlântico e Pacífico Noroeste o aumento de atividade de furacões intensos (categorias 3-4-5) ocorre para anomalias de vento zonal oeste (ou fase positiva) em relação à fase leste (ou

negativa)
- A atividade de furacões no sudoeste do Oceano Índico, aumenta na fase leste (ou

negativa) da OQB.
- O ENOS (ambos El Niño e La Niña) parece ser modulado pela OQB. Fortes eventos La Niña tendem a ocorrer quando a QBO está em sua fase oeste sobre o Pacífico Equatorial.
- Existe uma tendência de que a Fase Leste da OQB (OQB negativa) promova temperaturas mais baixas na

maior parte dos EUA.
- Na Sibéria nota-se clima mais frio na fase Leste da OQB e mais quente na fase Oeste.
- O decaimento dos aerossóis após erupções vulcânicas tais como El Chichon e Pinatubo depende da Fase da OQB.
- A OQB parece afetar o padrão de chuva no Sahel e é usada em previsões para a região.